# Lupinus eriocalyx
Lupinus eriocalyx là một loài thực vật có hoa trong họ Đậu. Loài này được (C.P. Sm.) C.P. Sm. miêu tả khoa học đầu tiên năm 1948.